# Makati
Makati é uma cidade de primeira classe de renda da cidade na região Grande Manila (NCR), nas Filipinas. De acordo com o censo de 1 maio  de  2020 possui uma população de 629 616 pessoas e 186 381 domicílios. Makati é uma das cidades mais importantes das Filipinas em relação a finanças e comercio. Se nota que sua cultura é muito cosmopolitana. O nome da cidade tem sua origem da palavra filipina kati, que significa mar. Esta primeiramente refere ao fluxo e refluxo do Rio Pasig ao norte da cidade. Durante a época espanhola, se chamava São Pedro Macati.

## Cidades Irmãs
- Los Angeles, California, EUA
- Ramapo, EUA
- Colombo, Sri Lanka
- Cluj-Napoca, Romênia